# 同安镇 (平乐县)
同安镇，是中华人民共和国广西壮族自治区桂林市平乐县下辖的一个乡镇级行政单位。

## 行政区划
同安镇下辖以下地区：
同安街社区、旺塘村、仁塘村、屯塘村、李家村、华山村、大里村、同安村、桃村、平山村、沙江村、妙贝村和回龙村。